# Nikolaï Moskalenko
Nikolaï Ivanovitch Moskalenko (Никола́й Ива́нович Москале́нко), né le 26 mars 1926 au village de Constantinovka dans l'oblast d'Omsk et mort le 14 janvier 1974 à Moscou (URSS), est un acteur et réalisateur russe soviétique. 

## Biographie
Moskalenko est un ancien combattant au front de la Grande Guerre patriotique. Il est diplômé de la faculté d'acteurs du GITIS de Moscou en 1947. Il est acteur de théâtres de Moscou et de Minsk entre 1947 et 1957, puis il travaille au studio de cinéma Mosfilm. Il commence comme assistant réalisateur, puis deuxième réalisateur.
Pendant le tournage du film Le Directeur en 1965, l'acteur Evgueni Ourbanski meurt tragiquement lors d'une cascade aux Karakoumy. Par coïncidence, le premier réalisateur Alexeï Saltykov étant absent, c'était donc Nikolaï Moskalenko qui était chargé du tournage sur le plateau. Après ce tragique événement, le réalisateur s'est vu refuser l'accès à des activités professionnelles pendant quelques années.
Moskalenko devient premier réalisateur à la fin des années 1960 et tourne lui-même La Petite Grue (Журавушка), Les Jeunes (Молодые), Un champ russe (Русское поле) qui est vu en 1972 par 56,2 millions de spectateurs et qui est classé cette année-là troisième en URSS.
Il meurt dans sa 48e année à Moscou et il est enterré au cimetière Vostriakovo.

## Filmographie

### Acteur
- 1953 : Les Aurores des steppes (ru) réalisé par Leon Nikolaïevitch Saakov (ru) : Alekseï
- 1955 : La Flamme de la colère (ru) réalisé par Timofeï Vassilievitch Levtchouk (ru) : Kirik
- 1956 : Au-dessus de Tcheremoch (ru) réalisé par Grigori Timofeïevitch Krikoun (ru) : Vassil
- 1959 : Dans le silence de la steppe (ru) réalisé par Sergueï Dmitrievitch Kazakov : rôle secondaire

### Réalisateur
- 1968 : Jouravouchka (ru) (Журавушка)
- 1971 : Les Jeunes (ru) (Молодые)
- 1971 : Un champ russe (ru) (Русское поле)